# Protonemura drahamensis
Protonemura drahamensis is een steenvlieg uit de familie beeksteenvliegen (Nemouridae). De wetenschappelijke naam van de soort is voor het eerst geldig gepubliceerd in 2006 door Vinçon & Pardo.